# Mazovia 1016

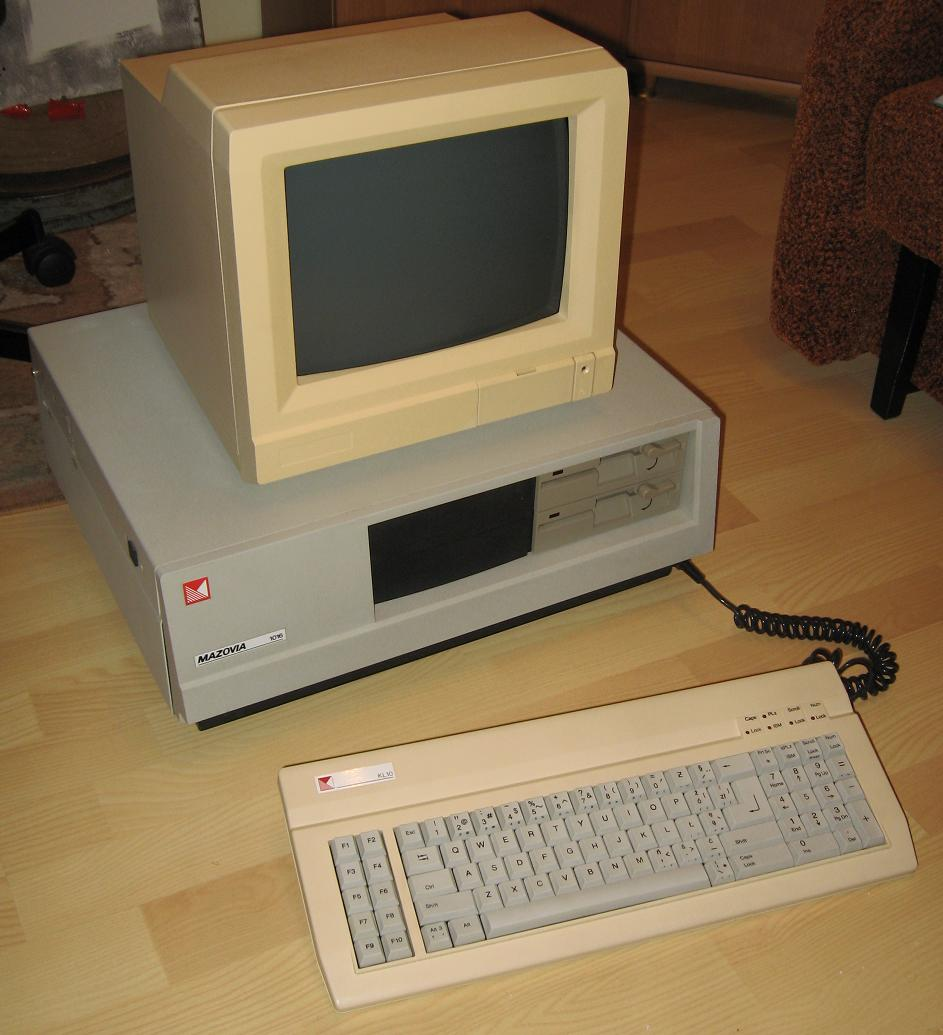
Mazovia 1016

Mazovia 1016 – komputer osobisty produkowany w Polsce przez spółkę Mikrokomputery od roku 1986. Jest to klon komputera typu IBM PC. Powstał przy możliwie dużym wykorzystaniu elementów produkowanych w RWPG. Wykorzystywał kodowanie Mazovia.
Dokumentację Mazovii opracowano w Instytucie Maszyn Matematycznych w Warszawie. Głównym konstruktorem był mgr inż. Janusz Popko (ur. 1944, zm. 30 lipca 2021). Popko był również głównym konstruktorem systemu MERA 300 wspólnie z dr. inż. W. Romaniukiem oraz Systemu Minikomputerów SM3 (klon PDP 11). Systemy MERA 300 i SM3 były też produkowane w Zakładach ERA przy ul. Łopuszańskiej 117/123 w Warszawie (ostatnia nazwa firmy to Fabryka Mierników i Komputerów „ERA”). Producent miał według założeń wyprodukować 300 sztuk Mazovii w pierwszym roku produkcji, zaś w kolejnym – 3000. Docelowo produkcja miała osiągać wolumen kilkudziesięciu tysięcy komputerów rocznie, lecz do masowej produkcji nigdy nie doszło.
Komputer pojawił się w filmie Pan Kleks w kosmosie jako wyposażenie „szkoły przyszłości”.

## Dane techniczne
- procesor: INTEL 8086 lub odpowiednik K1810WM86 (prod. ZSRR)
- RAM: 256 kB (z możliwością rozbudowy do 640 kB)
- ROM: 48 kB zawierający BIOS i interpreter języka BASIC
- stacja dyskietek: 2 × 5,25" 360 kB
- dysk twardy – opcjonalnie: Winchester 10-30 MB
- klawiatura: 84 klawisze układ QWERTY, ale z możliwością pracy z polskimi znakami (tryb klawiatury kPLz) w standardzie MAZOVIA
- drukarka: D-100/PC, D-100E/PC
- monitor:
  - monochromatyczny: MM12P, lub
  - kolorowy: MGK14,
- generator znaków:
  - polskich
  - rosyjskich (cyrylica).

## Oprogramowanie
- systemy operacyjne (spolszczone):
  - PC DOS 2.0[3]
- oprogramowanie użytkowe (spolszczone):
  - baza danych dBase II (BAZAd2)[3]
  - arkusz kalkulacyjny Lotus 1-2-3 (LOTOS)[3]
  - edytor tekstów WordStar 2000 (WEDSTAR 2000)[3]

## Inne typy
- Mazovia 2016AT – 16-bitowy – zgodny ze standardem IBM PC/AT (model pokazowy)
- Mazovia 1032 – 32-bitowy (model pokazowy)